# Соријанело (Вибо Валенција)
Соријанело (итал. Sorianello) је насеље у Италији у округу Вибо Валенција, региону Калабрија.
Према процени из 2011. у насељу је живело 636 становника. Насеље се налази на надморској висини од 302 м.

## Становништво
| 1931. | 1936. | 1951. | 1961. | 1971. | 1981. | 1991. | 2001. |
| ----- | ----- | ----- | ----- | ----- | ----- | ----- | ----- |
| 1.729 | 1.772 | 1.956 | 2.010 | 1.811 | 1.693 | 1.654 | 1.589 |